# Adélaïde de Clermont-Tonnerre
Adélaïde de Clermont-Tonnerre (n. Neuilly-sur-Seine, 20 de marzo de 1976) es una periodista y novelista francesa.

## Biografía
Hija primogénita de Renaud-Louis de Clermont-Tonnerre y de Gilone Boulay de la Meurthe, Adélaïde-Marie-Aimée de Clermont-Tonnerre es bisnieta por línea materna de la princesa Isabelle de Orleans, hermana del «conde de París».
Antigua alumna de la Escuela normal superior de Fontenay-Saint-Cloud, pariente lejana de Hermine de Clermont-Tonnerre, comenzó su carrera en los sectores de la banca y de la finanzas. Trabajó en México para la Société Générale, antes de reorientar su carrera hacia el periodismo. Primeramente periodista de Madame Figaro, es directora de la redacción de Point de vue desde 2014. En 2018, Adélaïde de Clermant-Tonnerre adquiera la revista semanal Altice. Es miembro del jurado del premio Françoise Sagan, del que ha sido ganadora, y miembro del jurado del premio Fitzgerald. Es también miembro de la Comisión sobre la imagen de la mujer en los medios de comunicación.
Su primera novela, Fourrure, publicada en 2010, en la colección azul de Éditions Stock, recibió el premio Maison de la presse, el premio Françoise-Sagan, el premio Bel Ami, el premio a la primera novela femenina y uno de los Premios literarios Les Lauriers Verts 2010, en la categoría revelación. Esta novela también fue finalista del Prix Goncourt por la primera novela y en la lista de verano del premio Renaudot.
En 2016, lanzó su segunda novela, Le Dernier des nôtres. En septiembre de 2016, por este libro, recibió el premio de novela en el Forêt des Livres y el premio de la librería Filigranes en Bélgica, luego el 27 de octubre de 2016 el Gran Premio de Novela de la Academia Francesa. También fue finalista del premio Renaudot y del Premio Interallié.
Casada con Laurent Delpech, es madre de dos niños.

## Obras

### Novelas
- Fourrure. Paris: Éditions Stock. 2010. p. 573. ISBN 978-2-234-06338-9.[19][20]
- Le Dernier des nôtres, Éditions Grasset et Fasquelle, Paris, 2016, 496 pp. ISBN 978-2-246-86189-8. Gran Premio de Novela de la Academia Francesa.

### Obras colectivas
- 100 monuments, 100 écrivains. Histoires de France, ouvrage collectif sous la direction d'Adrien Goetz.
- Romain Gary, des Racines du ciel à La Vie devant soi, Musée des Lettres et manuscrits, Gallimard, ouvrage collectif.
- 13 à table, des écrivains s'engagent, en faveur des Restos du Coeur.
- La vie de châtau dans A vendre, Editions de l'Avant-Scène Théâtre, Festival le Paris des femmes, Théâtre des Mathurins, 2018.
- Mawakech dans Nouvelles de Marrakech, Cassi Editions, 2018.

## Condecoraciones
- Orden de las Artes y las Letras (2019)[21]